# Sukuta
Sukuta, település a nyugat-afrikai Gambiában.

## Fekvése

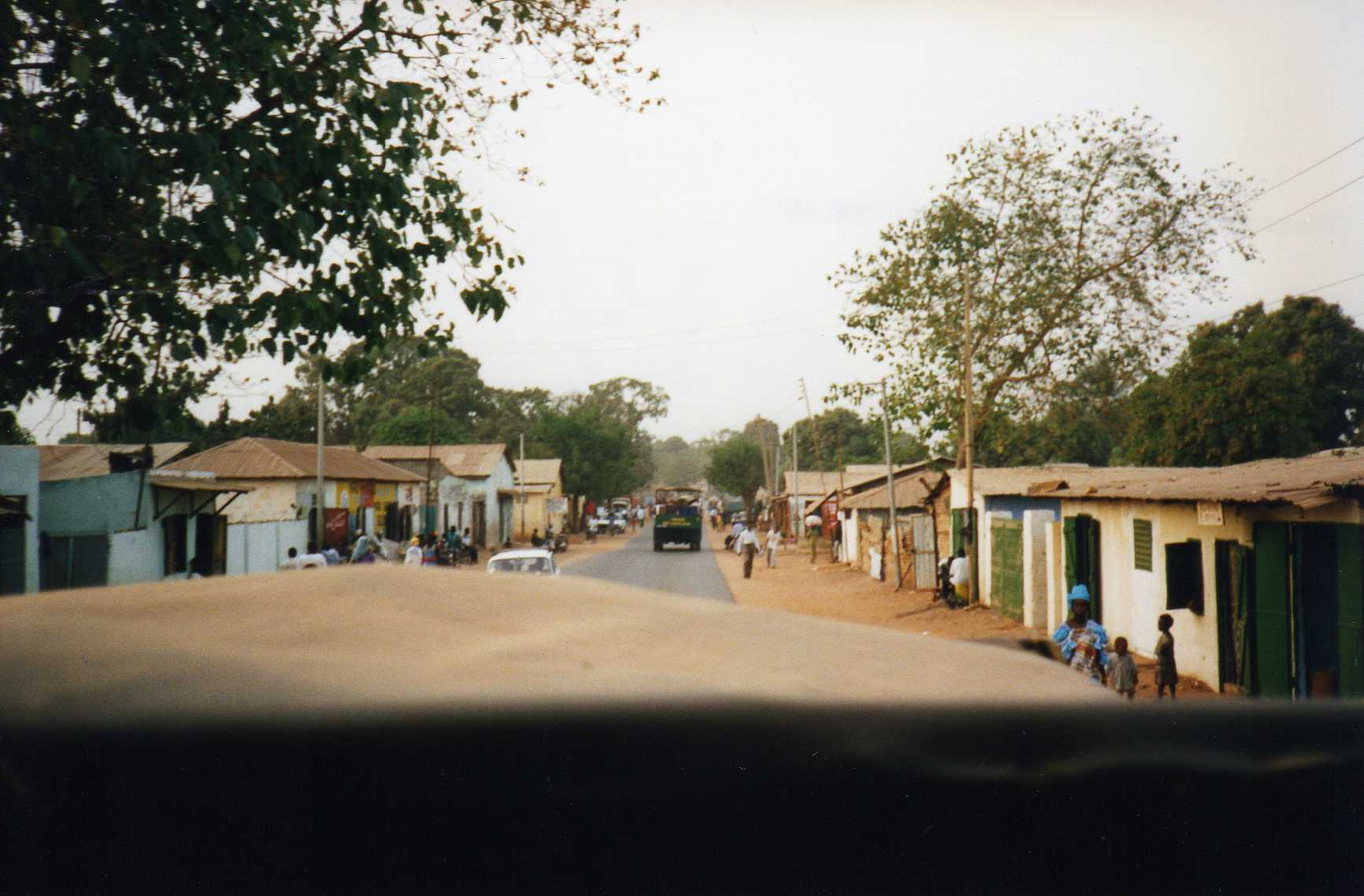
Sukutai utcarészlet

Az Atlanti-óceán partján, Serekundától délkeletre, fekvő település.

## Leírása
Sukuta (helyesírási változatok: Sukuta Sanchaba vagy Sukuta Sulay Jobe) gambiai falu, a nyugat-afrikai Gambiában, melynek becsült népessége a 2003-as népszámláláskor 17 000 fő volt. A 2013-as számítás szerint mintegy 31 674 lakosa volt.

## földrajza
Sukuta a Kombo Nort kerületben, a Gambia folyó mellett található, 33 méter tengerszint feletti magasságban fekszik. A hely főleg két nagy kempingjéről ismert.

## Itt születtek, itt éltek
- Fabakary Cham († 2002) - politikus
- Amadou Colley (született 1962) - közgazdász